# Emilio Barilari
Emilio Barilari (Buenos Aires, 23 de mayo de 1859-Ib., 18 de septiembre de 1924) fue un marino argentino que integró la primera promoción de la Escuela Naval, fue director de la Escuela de Artillería Naval y de la Escuela Naval. Era hermano del marino Atilio Sixto Barilari, quien alcanzó el grado de almirante en la Armada Argentina.

## Biografía
Emilio Barilari nació en la ciudad de Buenos Aires el 23 de mayo de 1859, hijo de Mariano Barilari, natural de Rímini, y de Cristina Ferrari. Su padre había sido teniente de la Guardia Real hasta que por su participación en la fracasada revolución de 1848 debió emigrar al Río de la Plata, donde se sumó a la Legión Agrícola Militar, falleciendo a los 48 años de edad en 1867.
Tras la muerte de su padre y siguiendo los pasos de su hermano Atilio Sixto Barilari, ingresó a la Armada Argentina siendo aún un niño.
Ingresó a la recién creada Escuela Naval, que funcionaba a bordo del vapor General Brown y donde servía su hermano con el grado de subteniente. El 21 de junio de 1876, una orden de aquel dio inicio al Motín de los Gabanes, revuelta de los cadetes que motivo el cierre de la primera escuela el 21 de junio de 1877 y su reapertura a bordo de la cañonera Uruguay bajo el mando de Martín Guerrico.
Sólo 21 de los 44 cadetes involucrados en el motín fueron reincorporados a la nueva institución, uno de ellos Emilio Barilari.
En la Uruguay participó de la llamada Expedición Py en la que una pequeña división al mando del coronel de marina Luis Py fue enviada a sostener la soberanía argentina en el extremo sur de la patagonia en momentos en que una guerra entre ese país y Chile era una posibilidad cierta.
Aún en operaciones, el 17 de diciembre a bordo de la Uruguay los alumnos de la Escuela Naval dieron sus exámenes. Los del último año, los cadetes Agustín del Castillo, Emilio Barilari y Alberto Cánepa fueron incorporados directamente con el grado de subtenientes (lo normal era ingresar como guardiamarinas).
Cumplió funciones en las legaciones argentinas en Londres y París. En Inglaterra participó de la comisión que supervisaba la construcción del vapor transporte Villarino. Finalizada la misma, integró la plana mayor del buque participando de la repatriación de los restos mortales del general José de San Martín.
Fue uno de los fundadores del Centro Naval (4 de mayo de 1882), cuya primera Comisión Directiva integró como vocal.
Al igual que Agustín del Castillo fue enviado a completar su formación a bordo de la fragata a vapor María Adelaida, buque escuela de artillería de la Marina Italiana.
En 1884 fue nombrado director de la escuela de artillería naval establecida a bordo de la Uruguay y vicedirector de la escuela de Oficiales de Mar a bordo de la corbeta Chacabuco. En 1890 fue designado director de la Escuela Naval.
Se retiró con el grado de capitán de navío el 17 de octubre de 1910. Falleció en la ciudad de Buenos Aires el 18 de septiembre de 1924.
Obtuvo medalla de plata por la campaña del Río Negro y por la del Chaco (1883 y 1884). Ostentaba también una mención honorífica del gobierno británico por su participación en el rescate de los náufragos de la barca inglesa Cumbria.
Otro de sus hermanos, Mariano Barilari, se recibió de ingeniero geógrafo, realizó estudios en los observatorios de Córdoba y La Plata, prestó servicios en la escuadra como profesor de matemáticas a bordo de la corbeta Chacabuco, recorrió el Territorio Nacional del Neuquén y la Cordillera de los Andes entre los grados 35 y 42 (1888-1889), trabajó en la delimitación del Territorio Nacional de Formosa, levantó el catastro del pueblo de Lomas de Zamora y como ingeniero municipal de Bahía Blanca fue el responsable del proyecto de nivelación y catastro de esa ciudad (1896).